# Vilanova del Vallès
Vilanova del Vallès (auch: Vilanova de la Roca) ist eine katalanische Stadt in der Provinz Barcelona im Nordosten Spaniens. Sie liegt in der Comarca Vallès Oriental mit 5.632 Einwohnern (Stand: 2024). 
Der Ort, der ca. 30 km nördlich von Barcelona nur 5 km vor Granollers liegt, wurde 1986 gegründet.